# Mangora shudikar
Mangora shudikar là một loài nhện trong họ Araneidae.
Loài này thuộc chi Mangora. Mangora shudikar được Herbert Walter Levi miêu tả năm 2007.